# Planetenstunde

Planetenstunden (im Uhrzeigersinn),
Wochentage (im Linienverlauf)

Planetenstunde bezeichnet in der Astrologie, dass die einzelnen Stunden des Tages und der Nacht in besonderer Weise nach der Bedeutung eines Planeten charakterisiert werden. Als erste Stunde wird dabei die mit dem Sonnenaufgang beginnende Stunde des Tages gerechnet, die von dem Planeten „regiert“ wird, der dem jeweiligen Wochentag entspricht (Sonntag: Sonne, Montag: Mond usw.), und alle folgenden Stunden dann abwechselnd nach der sogenannten chaldäischen Reihe. Die Hellenistische Astrologie bezeichnete diese Planetenreihe als heptazonos, die "Sieben-Zonen". Der spätantike Astrologe Vettius Valens berichtete von der "Sieben-Zonen-Einteilung", entlang der Planetenreihe Saturn bis Mond.
Die chaldäische Reihe ordnet die sichtbar wandelnden Himmelskörper aus geozentrischer Perspektive nach ihrer zunehmenden Geschwindigkeit:
- Saturn (Samstag)
- Jupiter (Donnerstag)
- Mars (Dienstag)
- Sonne (Sonntag)
- Venus (Freitag)
- Merkur (Mittwoch)
- Mond (Montag)

Nach Ablauf der 24 Planetenstunden eines Tages entspricht die folgende erste Planetenstunde nunmehr dem Planeten, nach dem der Folgetag benannt ist.
Großen Einfluss hatte der hellenistische Astronom Vettius Valens, der jeder Stunde des Tages einen Planetengott als Stundenherrscher zuordnete.
Mittelalterliche und frühneuzeitliche Ärzte empfahlen die Anwendung von Aderlässen zu spezifischen Planetenstunden, die der Disposition des Patienten oder der Krankheit entsprachen.